# Graafschap Löwenstein

Familiewapen van de graven van Löwenstein

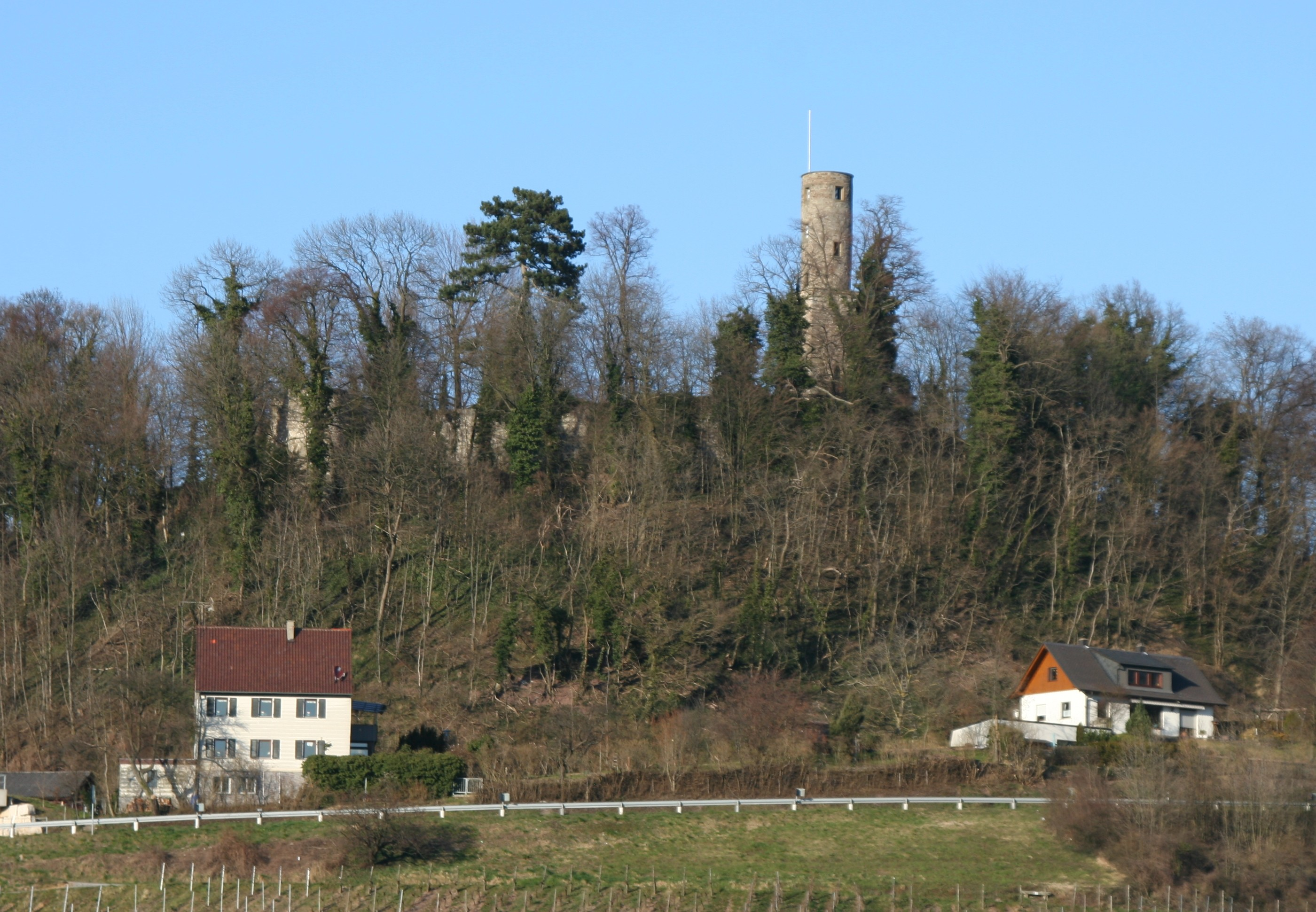
Burg Löwenstein

Löwenstein was een tot de Zwabische Kreits behorend graafschap binnen het Heilige Roomse Rijk.
Sinds de twaalfde eeuw noemde zich een tak van de graven van Calw naar de burcht Löwenstein an der Sulm bij Heilbronn.
Na 1277 stierf dit geslacht uit. De goederen kwamen via het prinsbisdom Würzburg via verkoop  in 1281 aan Rudolf van Habsburg en in 1287 aan de onwettige zoon van Rudolf, Albrecht van Schenkenberg.
Albrecht werd de stichter van de middelste linie der graven van Löwenstein, die in 1464 uitstierf.
In 1441 kocht het keurvorstendom Palts het graafschap. Keurvorst Frederik I had bij Klara Tott buitenechtelijke kinderen, aan wie hij het graafschap in 1476/88/94 overdroeg.
In 1504 werd het graafschap een leen van het hertogdom Württemberg na de deelname van dit hertogdom aan de kant van Beieren tegen het keurvorstendom Palts in de Landshuter Successieoorlog. Sinds die tijd heeft het graafschap de status van rijksstand verloren. De graven van Löwenstein ontleenden hun status nadien aan het graafschap Wertheim.